# Goranci (Mostar, BiH)
Goranci su naseljeno mjesto u gradu Mostaru, Federacija Bosne i Hercegovine, BiH.

## Podrijetlo imena
Ime Goranci je nastalo od riječi gorjeti ili imenice gora.
Susjedno selo, koje je na većoj nadmorskoj visini, nosi ime Raška Gora, pa je ime "Goranci" pretpostavka je kad su se "Raštegorci" naselili u Goranačko polje.
Postoji usmena predaja da je selo Goranci nosilo više imena (npr. Zlatni Do), o velikom požaru po kojemu je naselje dobilo današnje ime te da je području Goranaca sakriveno blago Troje. 
Samarevo je naziv sela prije Goranaca a dobilo ga je po svom prirodnom ambijentu (izgledu kao samar). Također preko Goranaca je vodio put ka Duvanjskom polju, i to preko Bogodola, Ladine, Bara i Blidinja, te bi u Gorancima konjanici znali prenoćiti ili bi se pak nakratko odmorili (skidajući tovare i samare).

## Stanovništvo
1970-ih zbog nedostatka zaposljenja nastaje iseljavanje i odlazak na privremeni rad u srednju Europu, najviše u Njemačku. Selo Goranci postalo je žrtva ruralno-urbane migracije. Mnogo mladih tijekom 1960-ih i 1970-ih napušta selo i nastanjuje se u Mostaru, udaljenom 13 km od sela. Današnje mostarsko predgrađe s naseljima Cim i Ilići, te gradska naselja Bijeli Brijeg, Vihovići i Orlac su naseljeni Gorančanima.

### Popisi 1971. – 1991.
| Goranci            |              |              |              |
| godina popisa      | 1991.        | 1981.        | 1971.        |
| Hrvati             | 472 (92,73%) | 656 (83,56%) | 993 (91,18%) |
| Srbi               | 36 (7,07%)   | 58 (7,38%)   | 85 (7,80%)   |
| Muslimani          | 0            | 0            | 6 (0,55%)    |
| Jugoslaveni        | 0            | 6 (0,76%)    | 4 (0,36%)    |
| ostali i nepoznato | 1 (0,19%)    | 65 (8,28%)   | 1 (0,09%)    |
| ukupno             | 509          | 785          | 1.089        |

### Popis 2013.
| Goranci            |       |
| godina popisa      | 2013. |
| Hrvati             | 175   |
| Bošnjaci           | 0     |
| Srbi               | 0     |
| ostali i nepoznato | 0     |
| ukupno             | 175   |

## Religija
U Gorancima se nalazi župna crkva i dva katolička groblja (Pod Jelom i Rajičevo groblje). Goranci čine središnje mjesto župe u kojima se također nalazi župski ured. Današnji župnik je fra Ivan Ivanda. Župa Goranci osnovana je 1871. godine. Župu čine sljedeća sela: Goranci, Sovići, Bogodol i Raška Gora.

### Broj župljana
Katolička župa UBDM:
- 1962. : 2.314 župljana,
- 1975. : 1.750 župljana
- 1992. : 600 župljana
- 2002. : 297 župljana (pretežno starijih)

## Znamenitosti
U sredini sela se nalazi katolička crkva Uznesenja BDM s grobljem. Preko puta katoličkog groblja je pravoslavno groblje. Goranci - Pod Jelom je sjedište župe Goranaca, osnovane 27. travnja 1871. godine odvajanjem od župe Mostar, tj. Mostarskog Gradca. Od onda vodi svoje matične knjige. Župnici su preko jednog desetljećima kao podstanaristanovali kod svojih župljana u primitivnim slamnatim kućicama, a mise služili po grobljima. Gradnju župne kuće i crkve započeo je i dovršio župnik fra Jakov Kraljević (1880. – 1889.). Župna kuća oštećena je u ratu 1942. godine, a obnovljena je 1961. godine. 1968. je crkva temeljito obnovljena i dograđen joj je zvonik, zvono je postavljeno 1971. godine. Nova župna kuća građena je od 1975. Danas je goranačka župa Uznesenja BDM u sastavu Mostarsko-duvanjske biskupije. U ovom kraju mnogo je gomila i gradina iz prapovijesnog doba, biliga - stećaka, grobalja (starijeg i novijeg datuma), kužnih grobova, više kapelica. Župi pripada i Groblje mira na Bilima.
Stara seoska škola, koja je tijekom rata (1992.) oštećena, od zapadnih donatora renovirana, danas stoji prazna.

## Vanjske poveznice
- Fallingrain.com – Goranci
- Maplandia.com – Goranci
- Archive.today / Franjevci.info – Goranci
- BiH: Demografska struktura prema popisnim mjestima – naseljima  Arhivirana inačica izvorne stranice od 13. prosinca 2005. (Wayback Machine)
- Večernji.ba – Braco Selimović / Alma Toromanović: Ovdje je živjelo tisuću ljudi, sada samo vuk “zakuca na vrata”